# Speispinne
Die Speispinne (Scytodes thoracica), zur Unterscheidung von anderen Speispinnenarten auch Gewöhnliche Speispinne genannt, ist eine Spinnenart aus der Familie der Speispinnen. Sie ist die einzige in Mitteleuropa heimische Art dieser Familie. 
Ihr Verbreitungsgebiet umfasste ursprünglich wohl nur die subtropische Zone, dort kommt die Art freilebend unter Steinen vor. In Mitteleuropa ist die Art synanthrop und fast ausschließlich in älteren Häusern zu finden.

## Beschreibung
Die Speispinne erreicht eine Körperlänge von 4 bis 6 mm. Sie ist leicht zu erkennen an ihrem hoch aufgewölbten Vorderleib (Prosoma), der in etwa so groß ist wie der Hinterleib. Nachdem sie ein Beutetier mit Leim gefangen hat, ist der Vorderleib mit entleerten Drüsenkammern wesentlich flacher. Die wie alle Spinnen der Familie sechsäugige (je zwei Augen in drei Gruppen) Scytodes thoracica hat eine sandgelbe bis durchscheinende Grundfärbung, auf der dunkelgraue bis schwarze Flecken zu sehen sind, die zu Streifen verlaufen sein können. Die dunkel geringelten, sandgelben Beine sind sehr dünn und aus der Entfernung kaum zu erkennen.

## Verbreitung und Lebensraum
Die Speispinne ist heute fast weltweit verbreitet. Neben der südwestlichen und der südöstlichen Paläarktis besiedelt die Art auch das westliche Nordamerika und wurde auch vereinzelt in Südamerika, Zentralafrika, Südostasien und Australien nachgewiesen. In Europa fehlt die Art im Norden und Osten; die nördliche Verbreitungsgrenze verläuft durch Mittelengland und Dänemark, im Osten fehlt die Art bereits in Polen.

## Lebensweise

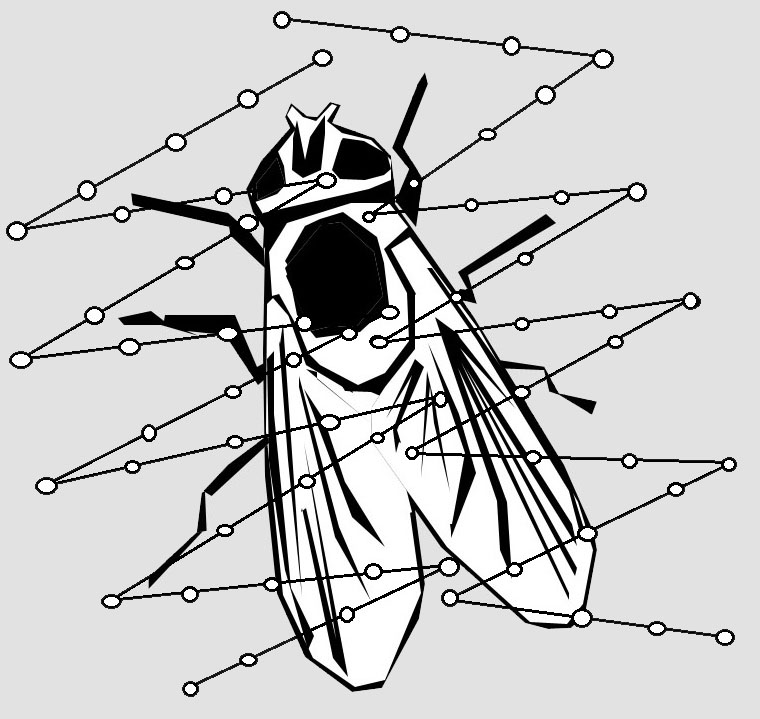
Schematische Darstellung einer fixierten Beute

Die Speispinne ist die einzige Webspinne Mitteleuropas, die ihre Beute aus der Distanz überwältigt. Ihre Beute lokalisiert sie mit Becherhaaren (Trichobothrien) am vorderen Beinpaar. Sie spuckt aus umgewandelten Giftdrüsen durch vergrößerte Chelicerenöffnungen Leim bis zu 20 Millimeter weit auf ihre Beutetiere. Die umgewandelten, zweigeteilten Giftdrüsen besitzen eine Vorratskammer im Vorderkörper der Spinne, die durch Muskelkontraktion entleert wird. Die Beutetiere werden in 140 ms durch den sowohl horizontal wie vertikal, etwa 20 Mal zick-zack-förmig und exakt gespuckten Leim aus der größeren Giftdrüsenkammer am Untergrund festgeklebt. Zuweilen oszillieren die Cheliceren nur horizontal oder nur vertikal. Danach erfolgt der Giftbiss mit Gift aus der kleineren Drüse und die Beute wird ausgesaugt. 
Die Männchen stellen vor der Kopulation einen Faden her, der dann vom dritten Beinpaar gehalten und über die Geschlechtsöffnung gestreift wird, um das Sperma aufzunehmen. Das Sperma wird dann von Verdickungen der Pedipalpen (Kiefertaster) in die Bulben aufgenommen. Die Bulben schließlich werden in die Geschlechtsöffnung (ohne Epigyne) des Weibchens eingeführt. Das Weibchen spinnt einen Eisack, den sie mit den Cheliceren festhält und unter dem Sternum mit sich herum trägt.
Obwohl sie sich normalerweise langsam und schleichend fortbewegt, kann sie bei Gefahr auch recht zügig an Wänden und Decken laufen.

## Gefährdung
Die Art ist weit verbreitet und in geeigneten Habitaten häufig. Sie wird in Deutschland in der Roten Liste als „ungefährdet“ eingestuft.

## Bilder

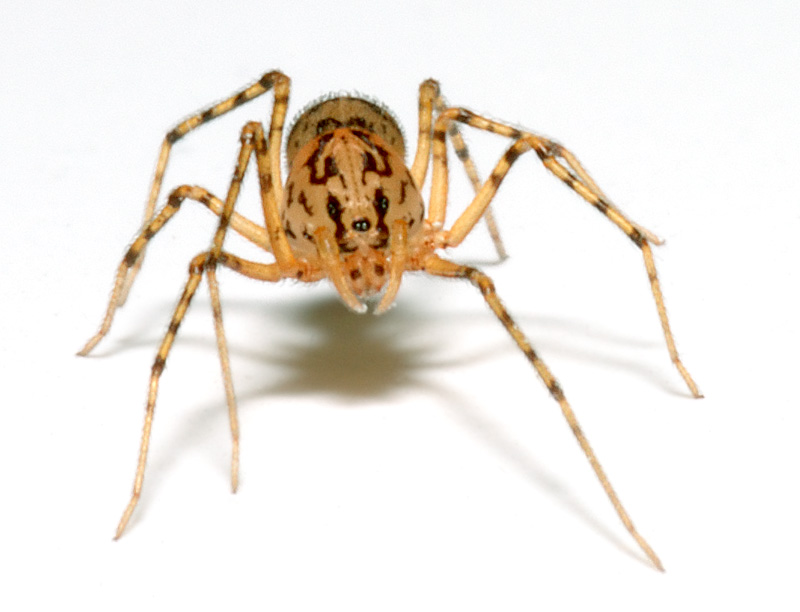
Scytodes thoracica von vorn
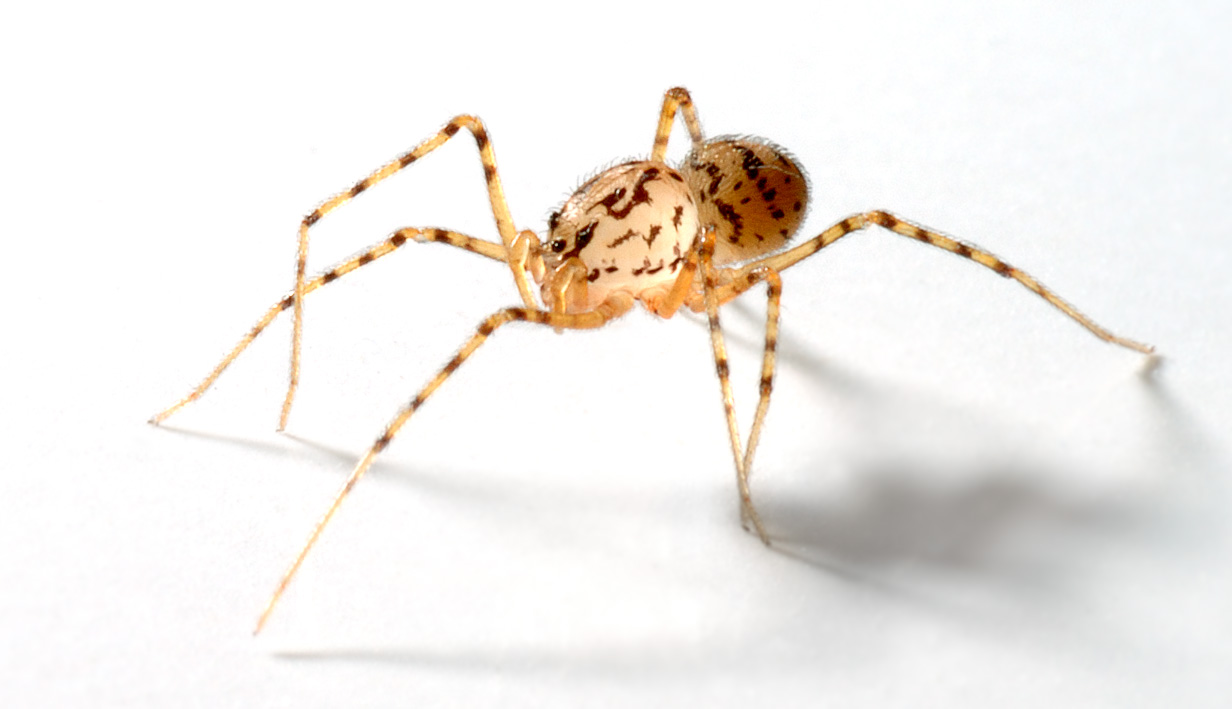
Scytodes thoracica von der Seite
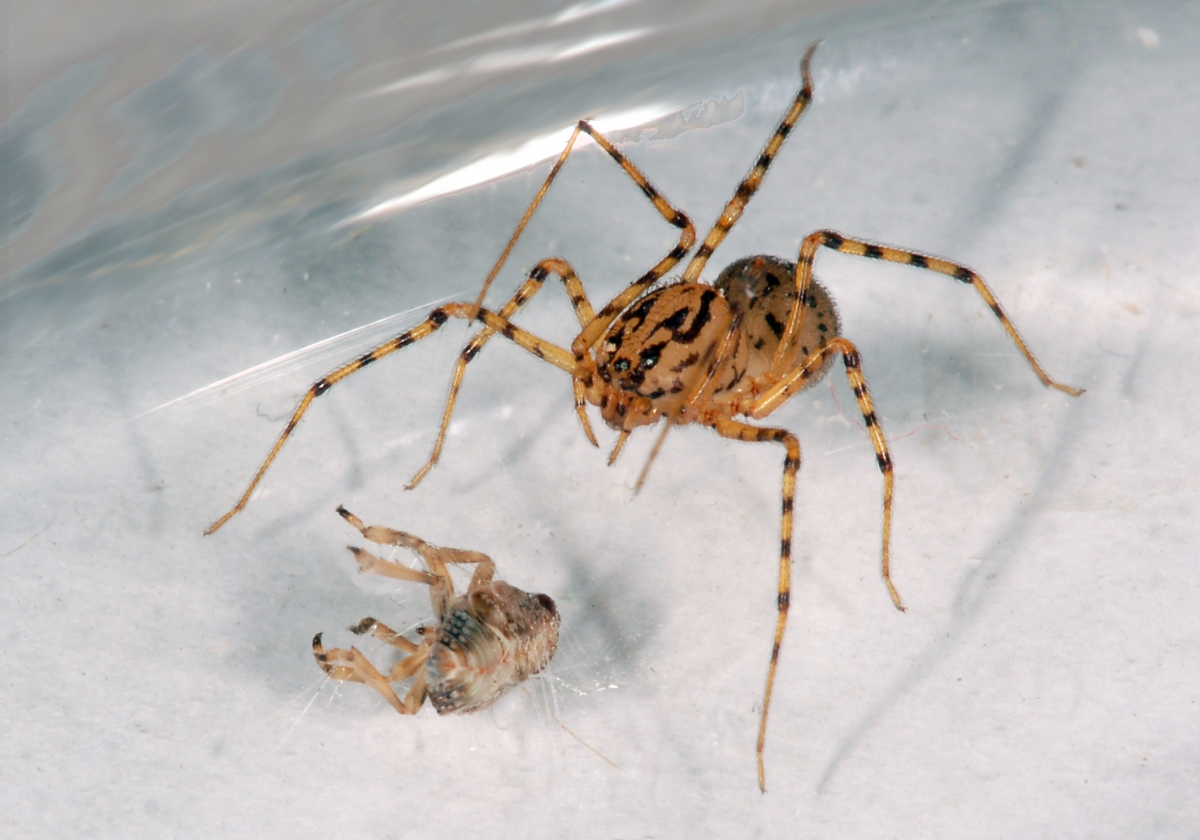
Scytodes thoracica mit fixierter Beute